# Île Flowerpot

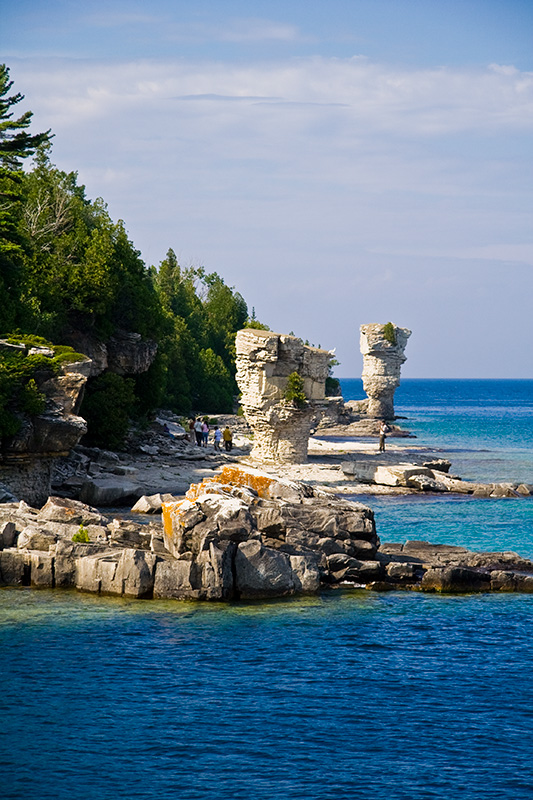
Les deux stacks de l'île.

Flowerpot Island est une île de la baie Georgienne dans la province canadienne de Ontario au Canada. Elle est incorporée au parc marin national Fathom Five.
L'île s'étend sur 2,1 km d'est en ouest et sur 1,5 km du nord au sud, et a une superficie totale de 2 km2.
Le nom de l'île vient de deux stacks sur sa rive orientale, qui ressemblent à des pots de fleurs. C'est une destination touristique populaire.

## Source
- (en) Cet article est partiellement ou en totalité issu de l’article de Wikipédia en anglais intitulé « Flowerpot Island » (voir la liste des auteurs).